# Trabant 600
Trabant 600 war die Verkaufsbezeichnung der zweiten Version des Trabant. Der PKW mit der internen Typenbezeichnung P 60 wurde als Limousine von 1962 bis 1964 im VEB Sachsenring Automobilwerk in Zwickau gebaut. Der Zweizylinder-2-Takt-Motor wurde im Barkas-Werk produziert. Die Karosserien der Ausführungen Kombi, Camping und Lieferwagen kamen aus dem VEB Karosseriewerke Meerane, die Serienfertigung dieser Modelle lief noch bis 1965. Insgesamt wurden 106.628 Trabant 600 gebaut.

## Eigenschaften
Der P 60 stellte eine Weiterentwicklung des Trabant P 50 dar, die im Wesentlichen den auf 595 cm³ vergrößerten Motor und eine Leistungssteigerung auf 23 PS (17 kW) zum Gegenstand hatte. Das Pleuel wurde kurbelwellenseitig auf Nadellagerung umgestellt, was auf intensiven Entwicklungsarbeiten bei MZ fußte. Die Übersetzung wurde beibehalten, sodass der Kraftzuwachs vor allem der Beschleunigung zugutekam. Von 0 auf 80 km/h wurden statt bisher 30,1 s nur noch 24 s benötigt. Damit war der Trabant P 60 ebenso stark motorisiert wie damalige, vergleichbare Fahrzeugtypen wie Fiat 600, NSU Prinz, DAF 600 oder Renault 4. Sein Drehmoment von 51 Nm lag sogar auf dem Niveau des BMW 700 und hing mit der Drehschiebersteuerung zusammen. Die Schwächen des Motors, wie der enorme, hochfrequente Geräuschpegel bei hohen Drehzahlen, sowie die prinzipbedingten Nachteile des Zweitaktmotors blieben unverändert. Die Kurbelwelle war seit Anbeginn ein Sorgenkind und wurde mit Einführung des P 60 erneut überarbeitet, um bei der gestiegenen Motorleistung eine zufriedenstellende Standfestigkeit zu gewährleisten. Bei Serienanlauf des P-60-Motors offenbarte sich, dass die Schwierigkeiten des Alfer-Verbundgusses noch immer nicht bewältigt waren – anfangs lag die Ausschussquote für diesen Arbeitsschritt bei mehr als 60 %. Derartige Mängel im Motorenbau waren eine der Ursachen dafür, dass der Trabant das Gütezeichen Q nicht erreichte.
An der Duroplast-Karosserie auf Stahlskelett änderte sich im Vergleich zum P 50 nichts, so ist der Trabant 600 äußerlich nur durch die 600 am Heck und einer geänderten Farb- und Zierleistenkombination von seinem Vorgänger zu unterscheiden.
Ab 1963 gab es eine Fliehkraft-Zündverstellung, die vor allem das Kaltstartverhalten verbesserte. Eine unterdruckabhängige-Steuerung des Zündzeitpunkts gab es im Trabant mit Zweitaktmotor hingegen nicht (auch später nicht mehr).

## Ausführungen
Neben der einfarbig lackierten Standard-Limousine gab es als „Sonderwunsch“ Zierleisten mit farbig abgesetztem Zierstreifen, eine Sonnenblende, die außen auf die Frontscheibe aufgesetzt wurde, sowie Chromteile an den Stoßstangen. Der Neupreis erhöhte sich mit Einführung des 600-cm3-Motors um 200 DM. Somit kostete die Standardausführung nun 7850 DM und die Sonderausführung 8840 DM.
Erhältlich war aus dem VEB Karosseriewerk Meerane wie schon beim Vorgängertyp eine Kombi-Version mit seitlich öffnender Heckklappe (rechtsanschlagend), sowie ein sogenannter Kombi Camping mit Liegesitzen und Faltdach. Insgesamt wurden 36.729 Kombis, Campings und Lieferwagen produziert. Der Lieferwagen nahm dabei einen verschwindend geringen Anteil von nur 85 Stück aus. Auch den Kombi gab es in Standard- und Sonderwunsch-Ausführung. Optional konnte eine Anhängevorrichtung für Anhängelasten bis 200 kg erworben werden. Ebenso war – genauso wie beim Kombi – ein Dachgepäckträger (50 kg Dachlast) optional erhältlich. Im Volksmund trug der Trabant 600 unter anderem wegen seines runden Designs den Spitznamen „Kugelblitz“ bzw. „Kugelporsche“, letzterer eigentlich eine westdeutsche Bezeichnung für den VW Käfer, sowie „Rundgelutschter“. Ein wichtiger Abnehmer im Export war Ungarn, allein im Jahr 1962 wurden vom P 50 und P 60 3500 Stück dort verkauft. Auch in den Niederlanden stieß der Trabant 600 auf Interesse, da er sich als eine gelungene Alternative zum DAF 750 erwies.
Im Jahr 1964 wurde der Nachfolger des P 60, der Trabant 601, in die Serienproduktion übernommen. Dies betraf zunächst jedoch nur die Limousine. Der Trabant 600 Kombi und Camping wurden 1964 mit einigen Detailverbesserungen versehen (unter anderem vergrößerte Ladefläche durch geänderte Fondsitze) und noch bis Ende 1965 weitergebaut, dies betraf auch die Ausführung als Lieferwagen.

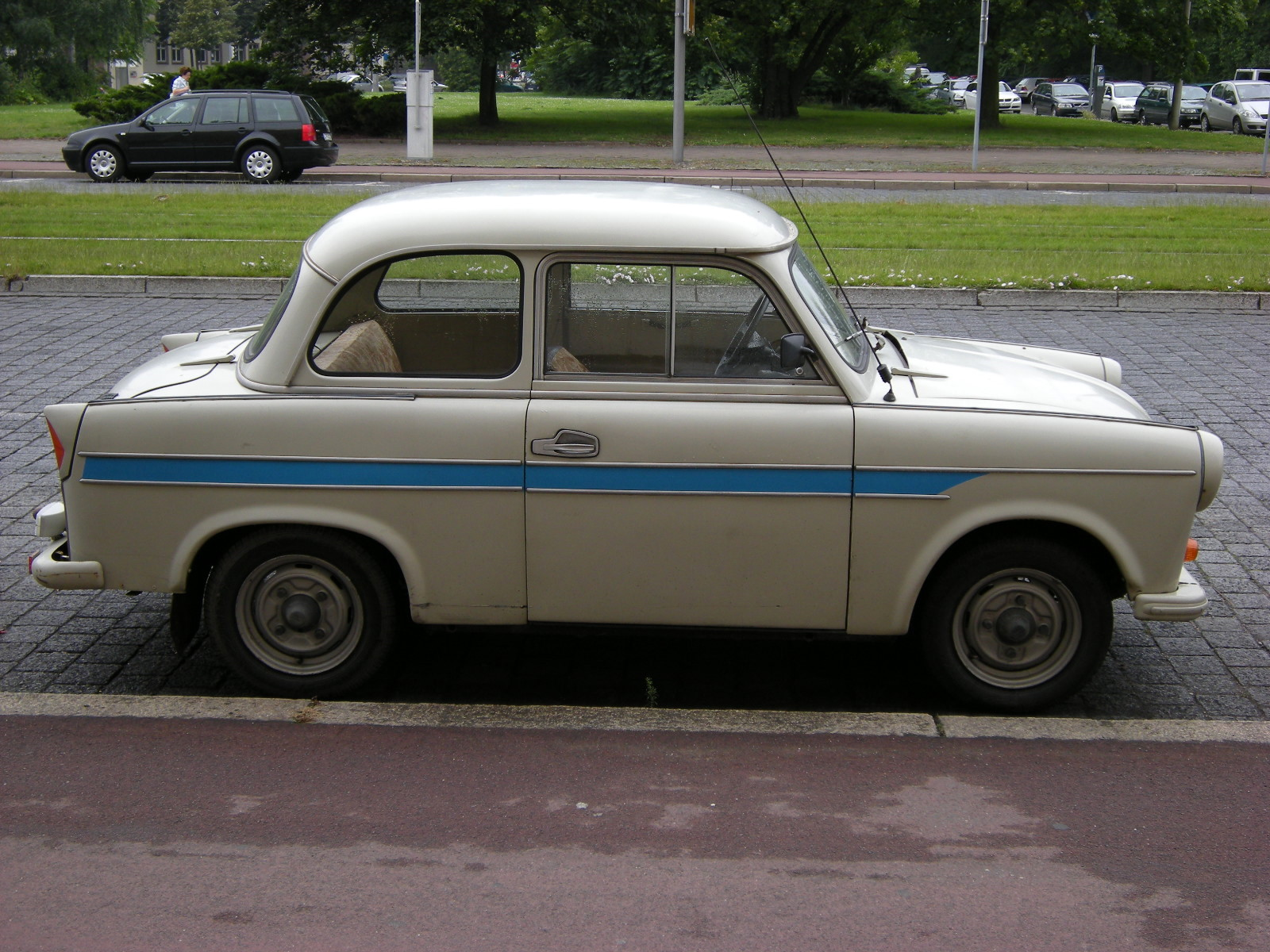
Seitenansicht Limousine
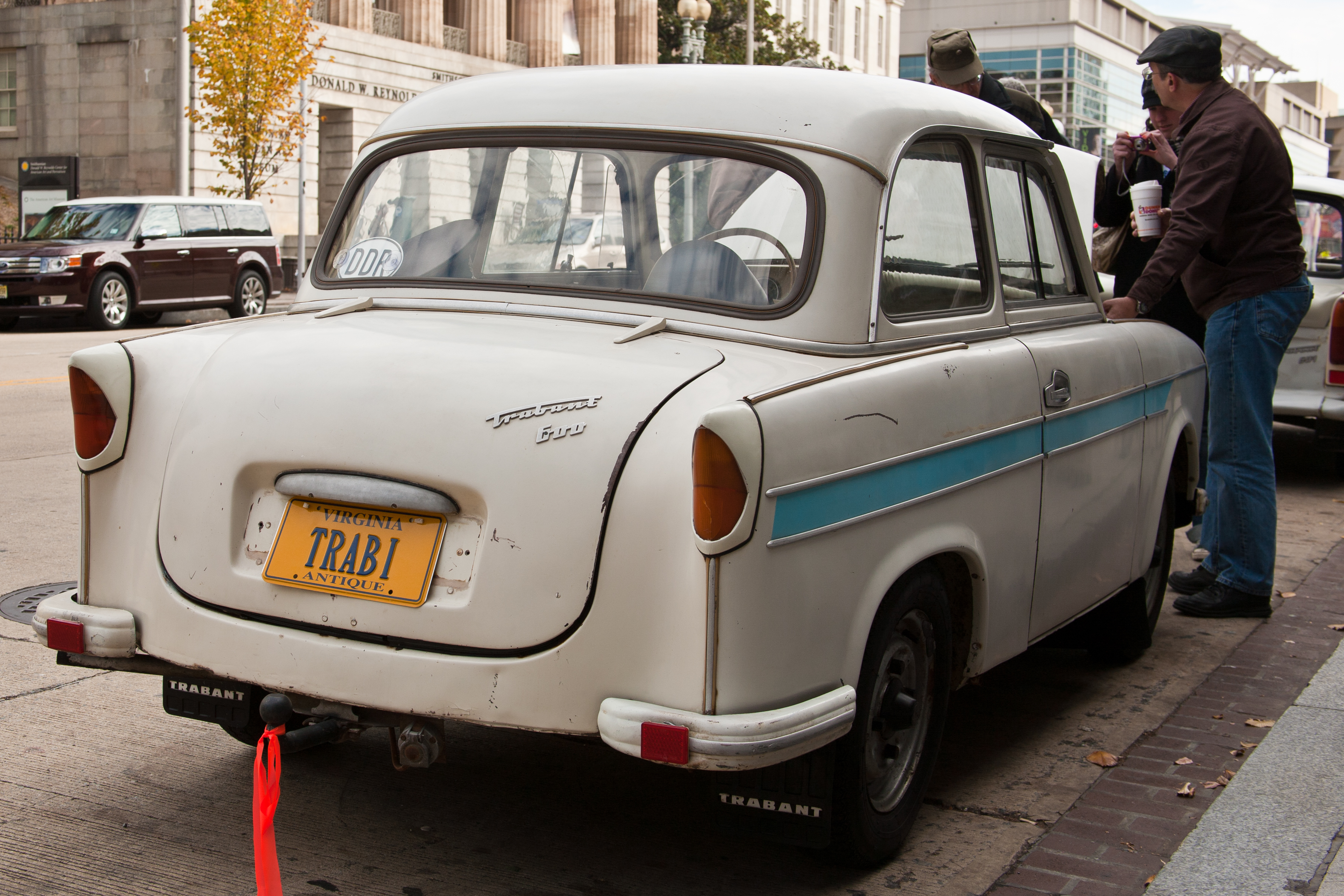
Heckansicht Limousine
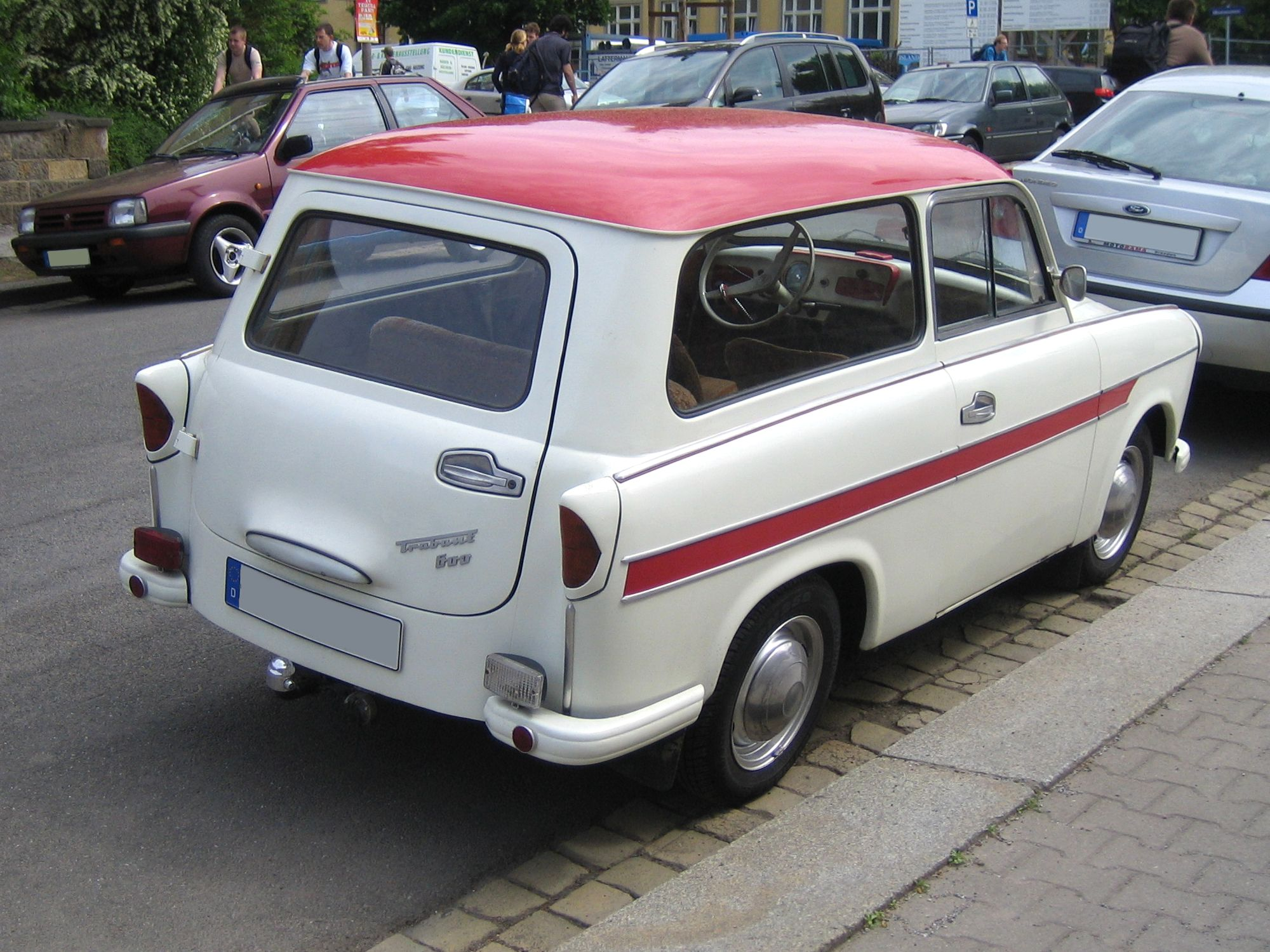
Heckansicht Kombi
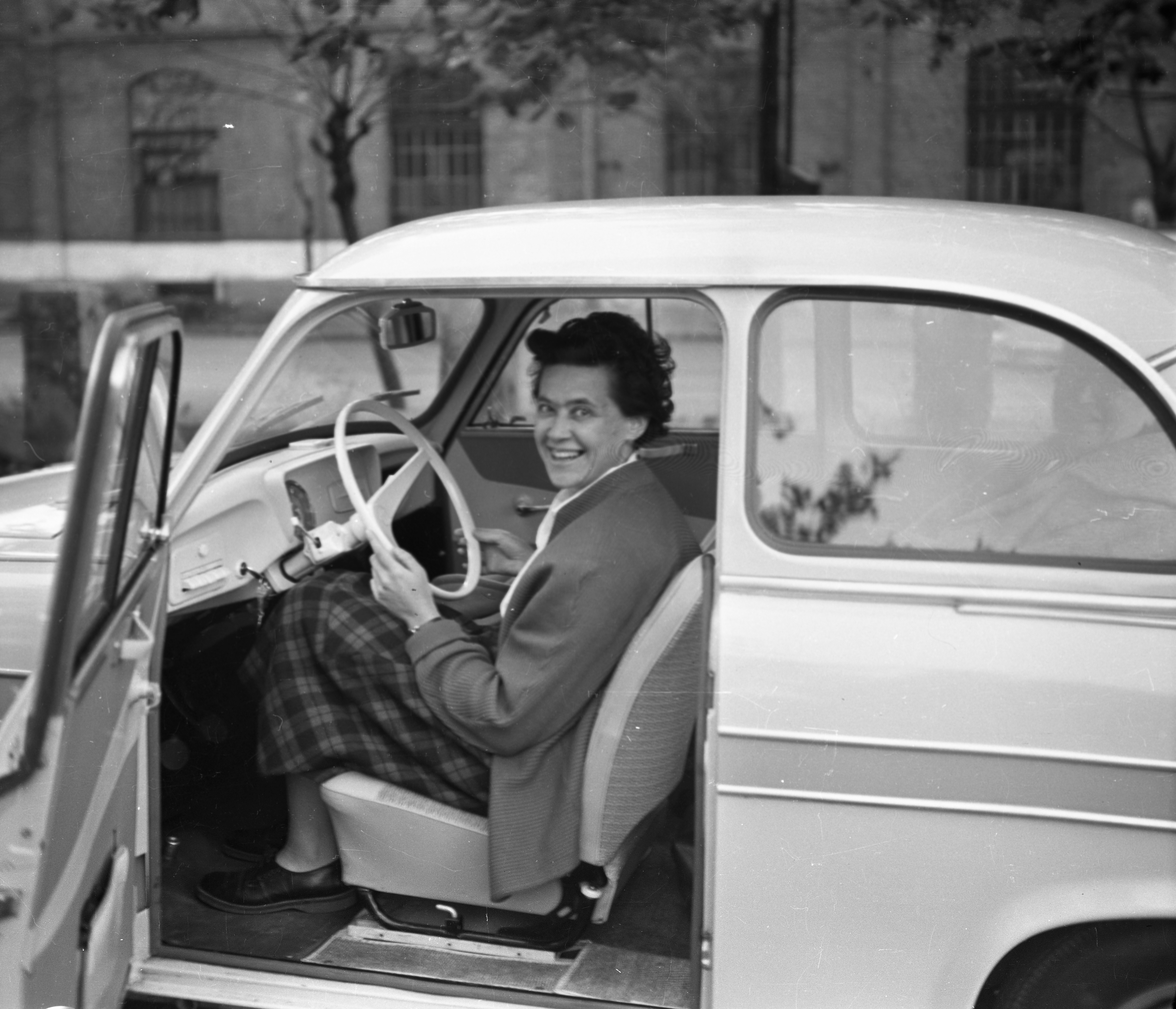
Innenansicht

## Testberichte
Im damaligen Testbericht der KFT über 5000 km wird die sehr direkte Lenkung und die gute Straßenlage gelobt, jedoch auch darauf hingewiesen, dass dies mit unkomfortablen Federungseigenschaften erkauft wurde. Dank größerer Kraftreserven, vor allem im tieferen Drehzahlbereich, könne früher hochgeschaltet werden, und die Lärmbelästigung sei demzufolge weniger stark. Durch die stärkere Erwärmung des größeren Motors habe sich die Heizleistung etwas verbessert, und der Motor sei weiterhin vollgasfest. Während der Streckenverbrauch im 4. Gang geringer war als beim P 50, wurde im Durchschnitt ein recht hoher Verbrauch von 8,1 l/100 km ermittelt. Die Höchstgeschwindigkeit betrug im Mittel 103 km/h.